# UFC 37.5
UFC 37.5: As Real As It Gets（ユーエフシー・サーティーセブン・ポイント・ファイブ：アズ・リアル・アズ・イット・ゲッツ）は、アメリカ合衆国の総合格闘技団体「UFC」の大会の一つ。2002年6月22日、ネバダ州ラスベガスのベラージオで開催された。

## 大会概要
すでに本大会の3週間後にUFC 38の開催が決定し、プロモーション活動も開始していたため、その後に企画された本大会では大会名に「37.5」という数字が用いられた。
本大会では、ロビー・ローラー対スティーブ・バーガーがFOXスポーツネットで放送され、アメリカで初めてケーブルテレビで放送された総合格闘技の試合となった。その他の試合は、後日PPVによる放送が実施された。
小規模大会のため、試合数は6試合となり、メインイベントではチャック・リデルがビクトー・ベウフォートを降した。
本大会で、これまでインタビュアーを務めていたジョー・ローガンが初めて解説者を務めた。

## 試合結果
第1試合 ライト級 5分3R
○  イーブス・エドワーズ vs.  ジョー・ペリーニ ×
1R 1:19 TKO（ドクターストップ：腕の負傷）
第2試合 ミドル級 5分3R
○  トニー・フリックランド vs.  ホドリゴ・ファス ×
2R 3:34 TKO（レフェリーストップ：マウントパンチ）
第3試合 ウェルター級 5分3R
○  ロビー・ローラー vs.  スティーブ・バーガー ×
2R 0:27 TKO（レフェリーストップ：パウンド）
第4試合 ウェルター級 5分3R
○  ピート・スプラット vs.  ザック・ライト ×
1R 2:25 腕ひしぎ十字固め
第5試合 ウェルター級 5分3R
○  ベンジー・ラダック vs.  ニック・セラ ×
3R終了 判定3-0（29-28、30-27、30-27）
第6試合 ライトヘビー級 5分3R
○  チャック・リデル vs.  ビクトー・ベウフォート ×
3R終了 判定3-0（30-27、30-27、29-28）